# Nazionale maschile under 18 di pallacanestro dell'Angola
La nazionale di pallacanestro angolana Under-18 è una selezione giovanile della nazionale angolana di pallacanestro, ed è rappresentata dai migliori giocatori di nazionalità angolana di età non superiore ai 18 anni.
Partecipa a tutte le manifestazioni internazionali giovanili di pallacanestro per nazioni gestite dalla FIBA.

## Partecipazioni

### FIBA AfroBasket Under-18
- 1980 -  1°
- 1982 -  1°
- 1984 -  2°
- 1987 -  2°
- 1988 -  1°

- 1990 -  2°
- 1994 -  2°
- 1998 -  3°
- 2000 -  2°
- 2002 -  2°

- 2004 -  3°
- 2006 -  3°
- 2008 -  2°
- 2010 - 7°
- 2012 - 5°

- 2014 - 4°
- 2016 -  1°
- 2018 - 4°
- 2022 - 4°

## Formazioni
FIBA AfroBasket Under-18 20144 Lutonda, 5 Domingos, 6 Cambudi, 7 Congo, 8 Neves, 9 Carlos, 10 Neto, 11 Dala, 12 Paulo, 13 Gonçalves, 14 da Piedade, 15 César,        All. Carlos Dinis
FIBA AfroBasket Under-18 20164 Dundão, 5 Monteiro, 6 de Sousa, 7 Cabanga, 8 Santos, 9 Buiamba, 10 Gomes, 11 Ndjungu, 12 Valente, 13 Fernando, 14 Domingos, 15 Xavier,        All. Manuel da Silva